# Dipnoi
Dipnoii sau dipneuștii, peștii pulmonați (Dipnoi)  (din greaca di = două + pnoe = respirație, adică pești care respiră în două feluri) este o subclasă de pești osoși, majoritate fosile, cunoscuți din Devonian, care au o respirație dublă, acvatică (prin branhii) și aeriană (prin plămâni). Sunt adaptați la respirația aerului atmosferic prin plămâni, care  îi salvează în timpul secetei, însă respirația branhială este cea predominantă. Au 1-2 plămâni alveolari, care se deschid printr-un conduct comun pe fața ventrală a esofagului. Oasele premaxilar și cel maxilar lipsesc. Coada, la reprezentanții actuali, este dificercă. Au coane (narine interne). Dinții se găsesc pe plăci dentare, situate pe pterigo-palatine (maxilarul superior) și pe spleniale (mandibulă). Există 3 genuri actuale (Protopterus, Lepidosiren, Neoceratodus), răspândite în apele dulci din Australia, Africa și America de Sud. Păstrează aproape aceleași caractere întâlnite la formele devoniene.